# ラーメンたべたい
『ラーメンたべたい』は矢野顕子の9枚目のシングル。1984年8月5日発売。発売元は徳間ジャパン（現・徳間ジャパンコミュニケーションズ）。「伝説の歌」とも評される。

## 解説
1981年に『春咲小紅』がヒットし、私生活でも一男一女の母となった矢野は公私ともに多忙な日々が続いていた。幼い子どもが寝た後の深夜になって、ようやく曲づくりに専念できるようになる。そんなある日の真夜中に「あ〜､ラーメン食べたい」とため息交じりの言葉が漏れる。後に矢野は「（そういった）ラーメンが食べたいときはラーメンじゃなきゃだめ。うどんじゃだめなんです」と語っている。そんな実体験に基づいて製作されたのが、本曲である。
1994年には三省堂の高校用国語教科書『明解 国語 II』に歌詞が採用される。矢野は教科書の「感じたことを思いのままに書いてみましょう」というコーナーに掲載されたと語っており、上記のようにひねりもない思いから生まれた歌であるとしている。

## 収録曲
1. ラーメンたべたい
作詞・作曲：矢野顕子、編曲: 矢野顕子・坂本龍一
2. HI,HI,HI
作詞・作曲：矢野顕子、編曲：細野晴臣

## カバー
- 奥田民生 - 2000年にコンサート「Beautiful Songs」で歌唱。アルバム『LIVE Beautiful Songs』に採録
- 田中貴（サニーデイ・サービス） - 2015年出版のムック本『サニーデイ・サービス 田中貴プロデュース ラーメン本 Ra:』付録CD収録[5]
- NICO Touches the Walls - 2015年のシングル『渦と渦』収録
- 木梨憲武 - 自身のライブでたびたびカバーしており、おなじみの曲になっている[6]